# Ambassade de Pologne au Kenya
L'ambassade de Pologne au Kenya est la représentation diplomatique de la république de Pologne auprès de la république du Kenya. Elle est située à Nairobi, la capitale du pays, et son ambassadeur est, depuis le 21 mars 2023, Mirosław Gojdź (pl).
Outre le Kenya, l'ambassadeur de la République à Nairobi est également accrédité à Madagascar, à Maurice, en Somalie, aux Seychelles et en Ouganda.

## Ambassade
L'ambassade est située au 58 Route Red Hill, à Nairobi, au Kenya. Elle accueille aussi une section consulaire. L'établissement comprend une unité des affaires politiques et économiques et un bureau des affaires administratives et financières. Un représentant permanent de la république de Pologne auprès du Programme des Nations unies pour l'environnement et du Programme des Nations unies pour les établissements humains est présent sur place.

## Histoire
Les relations diplomatiques entre la Pologne et le Kenya ont été établies le 13 décembre 1963, au lendemain de l'indépendance de ce pays africain. L'année suivante, la république populaire de Pologne a ouvert une ambassade au Kenya.
Depuis plusieurs années, le Kenya est l'un des principaux bénéficiaires de l'aide polonaise au développement en Afrique. Cette aide est souvent fournie par l'intermédiaire de missionnaires catholiques polonais,.